# بريتش كالدونيان
بريتش كالدونيان (كالدونيان البريطانية) (بالإنجليزية: British Caledonian (BCal))‏ كانت شركة طيران خاصة بريطانية مستقلة تعمل من مطار غاتويك في جنوب شرق إنجلترا خلال عقدي السبعينيات والثمانينات من القرن العشرين. تم إنشاؤها كبديل لشركة الخطوط الجوية البريطانية التي تسيطر عليها الحكومة ووصفت بأنها «القوة الثانية» في تقرير إدواردز لعام 1969. تم تشكيلها من قبل ثاني أكبر شركة طيران مستقلة مستقلة في المملكة المتحدة كالدونيان إيرويز والتي حلت محل الخطوط الجوية البريطانية المتحدة British United Airways (BUA)، لتصبح أكبر شركة طيران مستقلة بريطانية.
وقد أدت سلسلة من الانتكاسات المالية الكبرى خلال منتصف الثمانينيات إلى جانب عدم قدرة الشركة على النمو بما فيه الكفاية للوصول إلى حجم قابل للاستمرار، إلى تعرض الشركة لخطر الانهيار الشديد. بدأت بكال تبحث عن شريك الاندماج لتحسين موقفها التنافسي. وفي ديسمبر 1987، استحوذت الخطوط الجوية البريطانيةعليها.

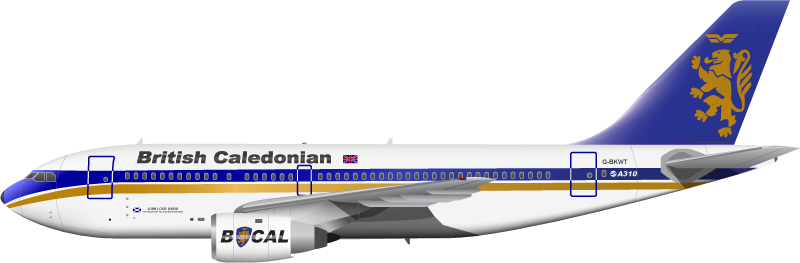
كسوة وألوان كالدونيان البريطانية على طائرة A310-200 عام 1984

## الطائرات المستخدمة

### تفاصيل الأسطول
BCal and its subsidiaries operated the following طائرة ثابتة الجناحين aircraft types:
- إيرباص إيه 310-200
- باك 1-11 200/300/400/500 series
- بوينغ 707-120B/320B/320C
- بوينغ 747-100/200B/200B "Combi"
- ماكدونل دوغلاس دي سي-10-10/30
- بايبر بيه إيه-23
- بايبر بيه إيه-31 نافاجو
- فيكرز في سي 10 1103/1109 series
- فيكرز فيسكونت 800 series
- لوكهيد إل-1011 تراي ستار 100 series

الاسطول في عام 1972

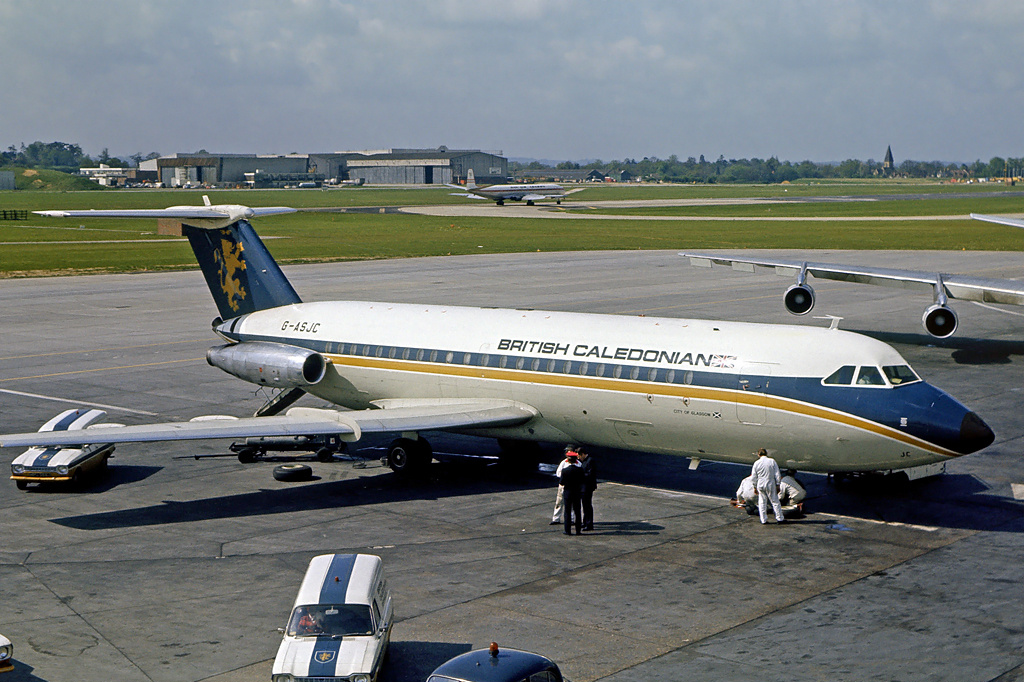
British Caledonian باك 1-11 at مطار غاتويك in 1973.

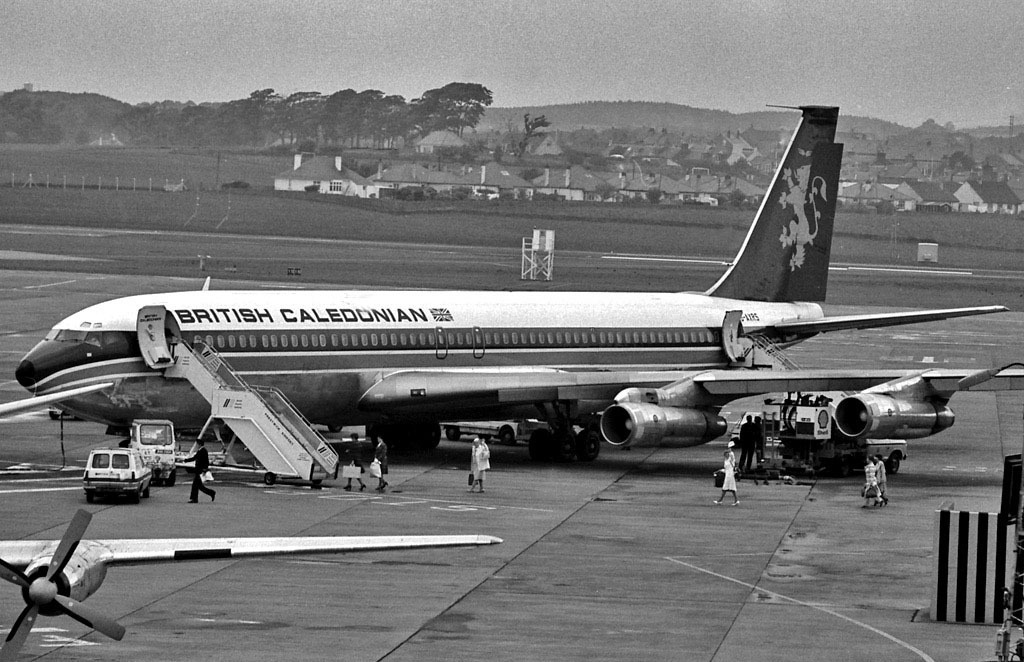
British Caledonian بوينغ 707 at حوالي 1972.

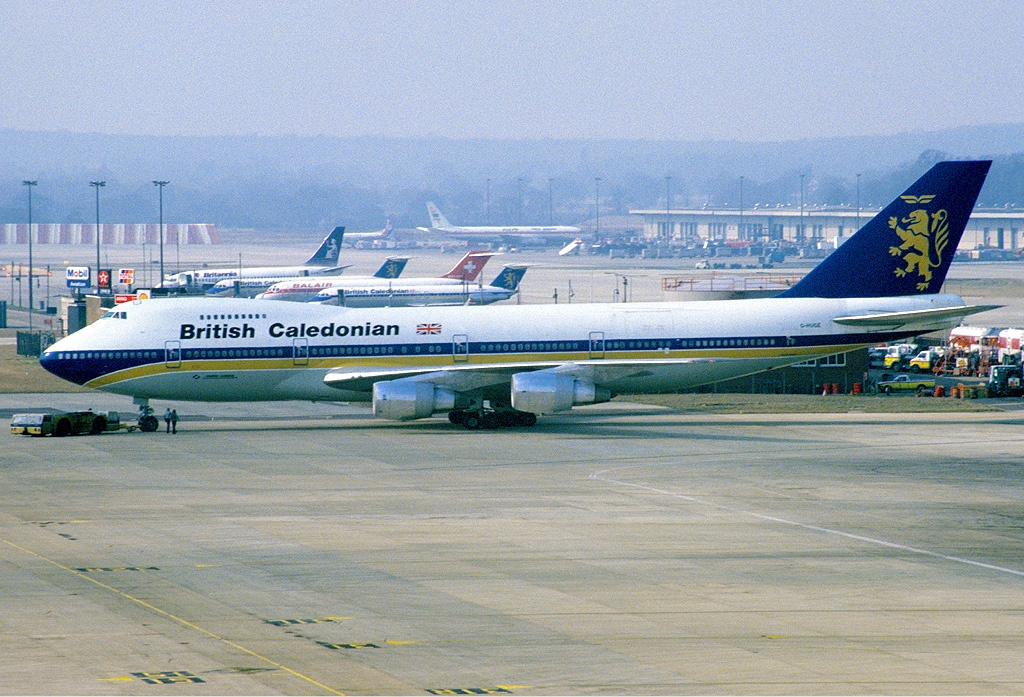
A British Caledonian بوينغ 747 at Gatwick in 1986.

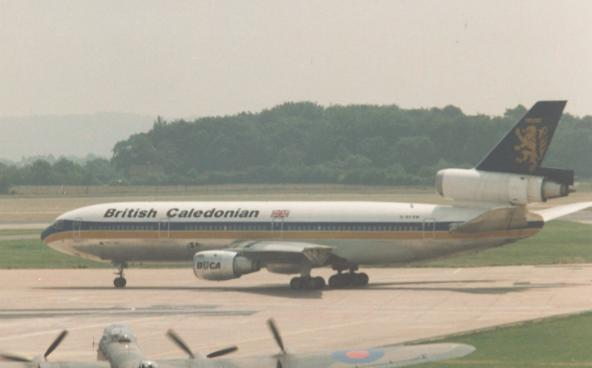
British Caledonian ماكدونل دوغلاس دي سي-10 at مطار مانشستر on schedule to مطار جون إف كينيدي الدولي in 1987.

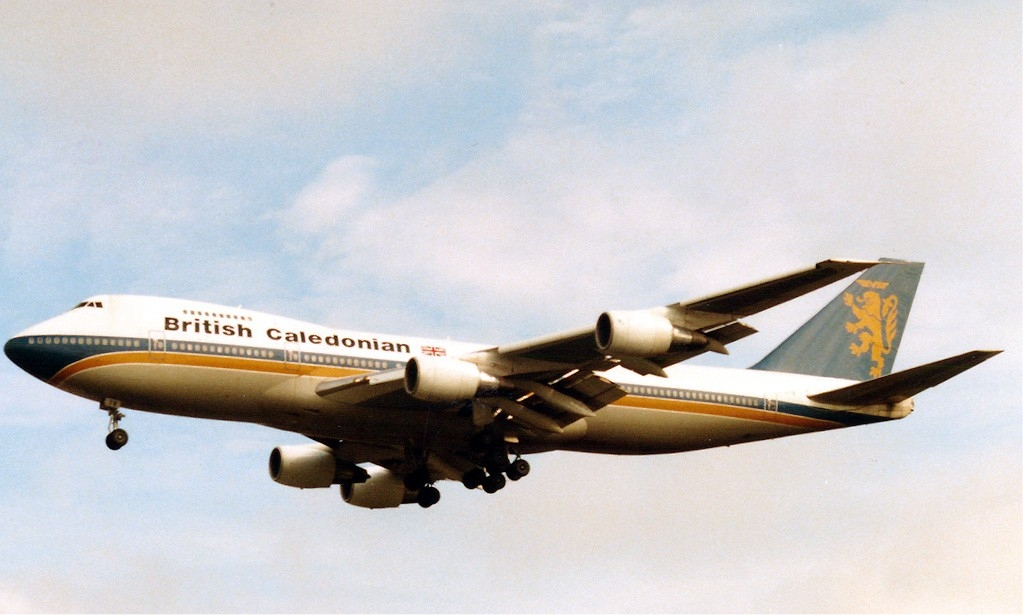
A British Caledonian Boeing 747-200 in 1988.

في مايو 1972 أسطول بكال تضم 32 طائرة نفاثة.
| الطائرة        | العدد |
| -------------- | ----- |
| بوينغ 707      | 8     |
| فيكرز في سي 10 | 4     |
| باك 1-11       | 13    |
| باك 1-11       | 7     |
| مجموع          | 32    |

تم توظيف 5,300 شخص.
الاسطول في عام 1975
في مارس 1975 أسطول بكال تضم 24 طائرة نفاثة.
| الطائرة   | العدد |
| --------- | ----- |
| بوينغ 707 | 11    |
| باك 1-11  | 6     |
| باك 1-11  | 7     |
| مجموع     | 24    |

تم توظيف 4,846 شخص.
الاسطول في عام 1978
في أبريل 1978 أسطول بكال تضم 29 طائرة مع اثنين من دس-10-30 تحت الطلب.
| الطائرة                 | العدد |
| ----------------------- | ----- |
| ماكدونل دوغلاس دي سي-10 | 2     |
| بوينغ 707               | 9     |
| باك 1-11                | 9     |
| باك 1-11                | 7     |
| بايبر بيه إيه-31 نافاجو | 2     |
| مجموع                   | 29    |

تم توظيف 5,500 شخص.
الاسطول في 1981
في مايو 1981 أسطول بكال تضم 29 طائرة نفاثة.
| الطائرة                 | العدد |
| ----------------------- | ----- |
| ماكدونل دوغلاس دي سي-10 | 8     |
| بوينغ 707               | 5     |
| باك 1-11                | 9     |
| باك 1-11                | 7     |
| مجموع                   | 29    |

تم توظيف 6,600 شخص.
الاسطول في عام 1984
في مارس 1984، كان أسطول بكال الرئيسي يتألف من 25 طائرة نفاثة.
| الطائرة                 | العدد |
| ----------------------- | ----- |
| بوينغ 747               | 1     |
| ماكدونل دوغلاس دي سي-10 | 8     |
| إيرباص إيه 310          | 2     |
| بوينغ 707               | 2     |
| باك 1-11                | 12    |
| مجموع                   | 25    |

تم توظيف 6,300 شخص.
الاسطول في 1986
In March 1986 BCal's mainline fleet comprised 27 jet aircraft with seven إيرباص إيه 320 on order. BCal employed 6,750 staff.
| الطائرة                 | العدد |
| ----------------------- | ----- |
| بوينغ 747               | 1     |
| بوينغ 747               | 1     |
| ماكدونل دوغلاس دي سي-10 | 10    |
| إيرباص إيه 310          | 3     |
| باك 1-11                | 13    |
| مجموع                   | 27    |